# 大多和峠
大多和峠（おおたわとうげ）は、富山県富山市と岐阜県飛騨市にまたがる峠である。標高は1307m。富山県側からは有峰林道を通ってアクセスできるが、岐阜県側は長期車両通行止めとなっており通り抜けが出来ない。

## 特徴
峠からは旧有峰村の山岳信仰の対象となっていた薬師岳を眺望できる。有峰からこの大多和峠を越えて飛騨へ出る道が最も歩きやすく、よく利用されたが、現在は岐阜県側で通行止めになっている。
街道はこの峠を通って岐阜県大多和集落へと続いていた。有峰から大多和へ向かう道は、買い物道として一番容易なものだった。大多和峠が「タワ(峠の意)」「入出タワ」と呼ばれたことから、それだけ生活に密着した道であったことが窺える。
岐阜県へと続く街道は「お伊勢参り」の道でもあった。有峰村では、毎年年末に2人の男衆を伊勢に送り出したといわれる。これに選ばれることは大変な名誉で、村民全員で大多和峠まで見送ったとされる。
また、毎年初午には「チョウハイ」という習わしがあり、女衆が土産を携えて現飛騨市山の村地区の大多和や佐古、跡津川といった岐阜県側の集落に泊まり、初午ダンゴなどを持ち帰った。それらの集落は有峰の枝村であったといわれる。女たちは大多和峠まで有峰村の男たちに付き添われ、向かう集落の男たちが峠で出迎えたと伝えられる。
大多和峠はこの峠の西側にある横岳へ登る際の登山口として利用される。大多和峠から尾根伝いに登るルートで、地形自体は隆起準平原の緩傾斜であるが、登山道が無いので残雪期か藪漕ぎで登ることとなる。

## アクセス
富山県側から有峰林道大多和線を通って大多和峠に至る。岐阜県側の道路は通行止めとなっている。